# Buraszid
Buraszid (ar. بوراشد, fr. Bourached) – miasto w Algierii, w prowincji Ajn ad-Dafla.